# Nissan Interstar
Der Nissan Interstar ist ein Kleintransporter, der aufgrund der Renault-Nissan Unternehmensverbindung auf dem Renault Master II basiert. Nissan brauchte ein Nachfolgemodell für die inzwischen veralteten Modelle Nissan Trade und Nissan Urvan. Daher entschloss man sich, statt einer Neuentwicklung den bereits seit 1998 gebauten Renault Master, der auch als Opel Movano angeboten wird, als Nissan zu vermarkten. Technisch unterschied sich der Interstar von den Schwestermodellen nur darin, dass keine Versionen über 3,5 Tonnen Gesamtgewicht erhältlich waren.

## Interstar (T35, 2002–2003)
Ab Februar 2002 wurde der Interstar in Luton von der GM Manufacturing Luton als Rechtslenker, sowie in Batilly von der Société des Véhicules Automobiles de Batilly wie auch bei Nissan Motor Ibérica S.A. in Barcelona als Linkslenkerversion die Bus/Kombi Modelle gebaut.

## Interstar (X70, 2003–2010)
Analog zur Überarbeitung des Renault Master II / Opel Movano I erhielt auch der Interstar 2003 eine Überarbeitung der Karosserie, Motoren und des Innenraums. Seitdem war für das überarbeitete Modell (Interstar X70) nun auch ein automatisiertes Schaltgetriebe verfügbar und optional ESP (Fahrdynamikregelung) erhältlich. Ebenfalls gehörte ab nun ein Bremsassistent neben dem bereits vorher eingebauten Antiblockiersystem zum Serienstandard. Seither wurde der Interstar auch als Minibus mit bis zu 16 Sitzplätzen ausgeliefert.
Es gab zwei verschiedene Radstände, 3078 mm und 4078 mm. Die Länge der Fahrzeuge betrug 5388 mm, ihre Breite 1990 mm und ihre Höhe 2249–2489 mm. Das Leergewicht bewegte sich zwischen 1450 kg und 2100 kg.
2010 wurde der Interstar durch den Nissan NV400 abgelöst. Dieses Nachfolgemodell wird seit Ende 2021 aber wieder als Interstar vermarktet.

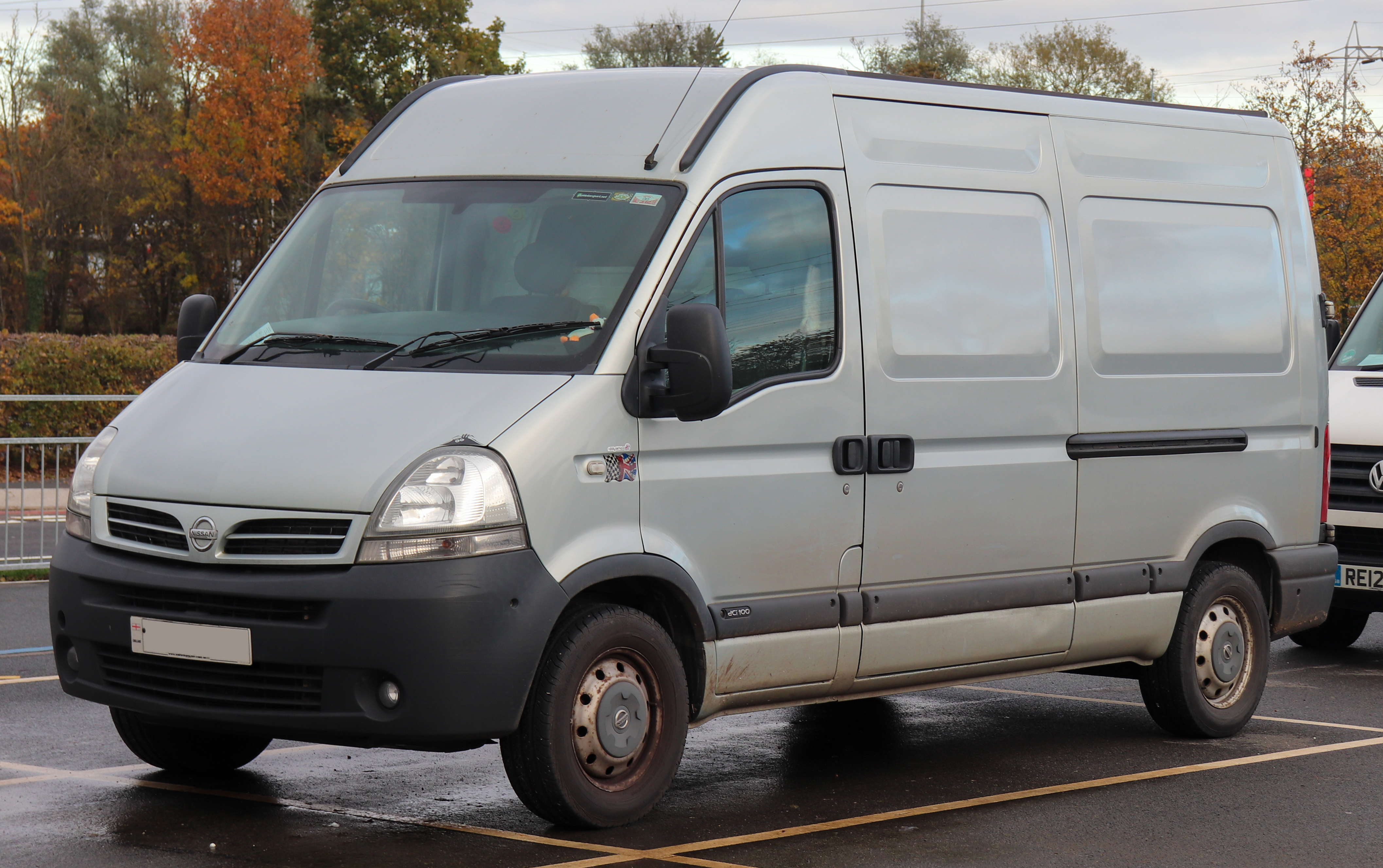
Nissan Interstar (2003–2010)
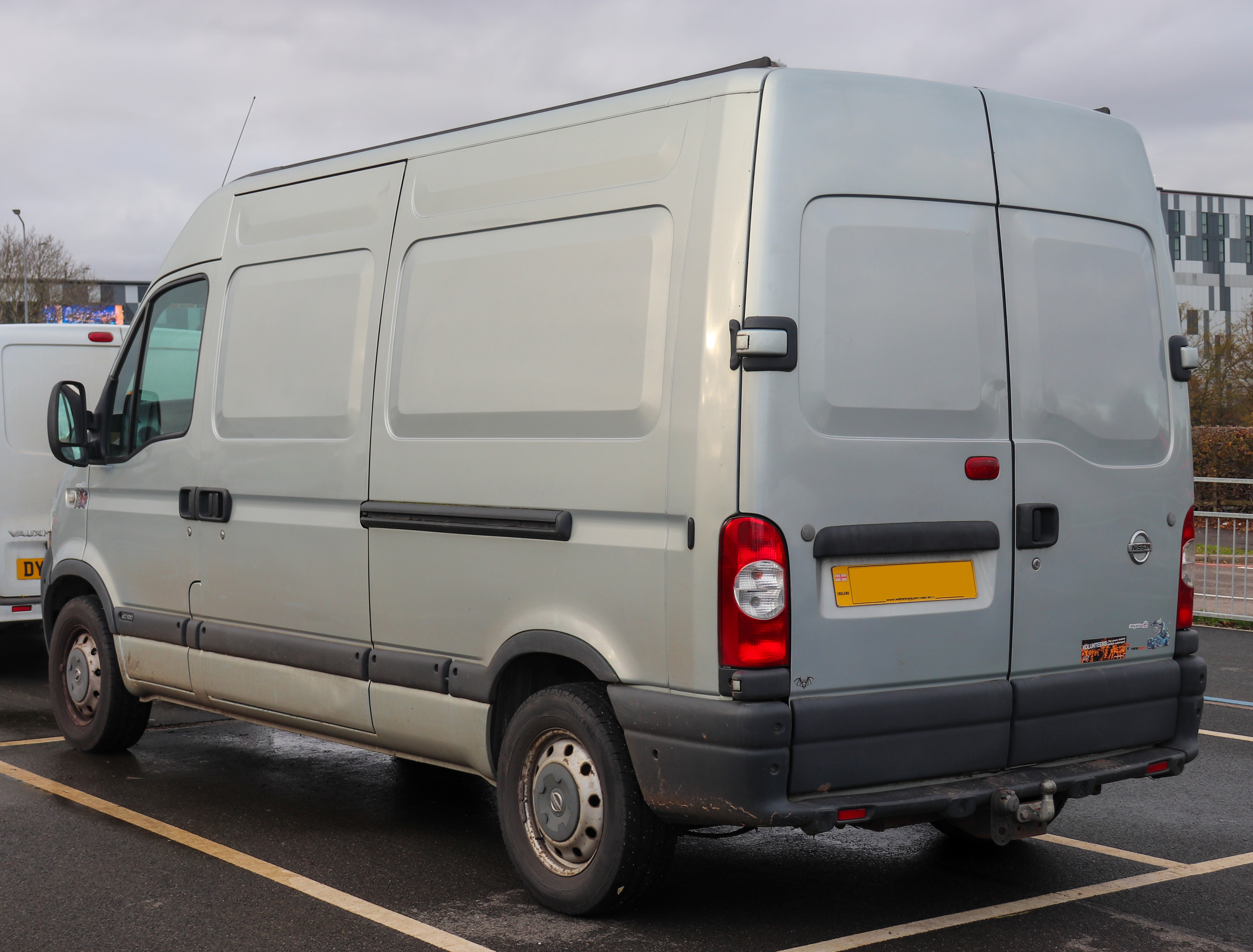
Heckansicht
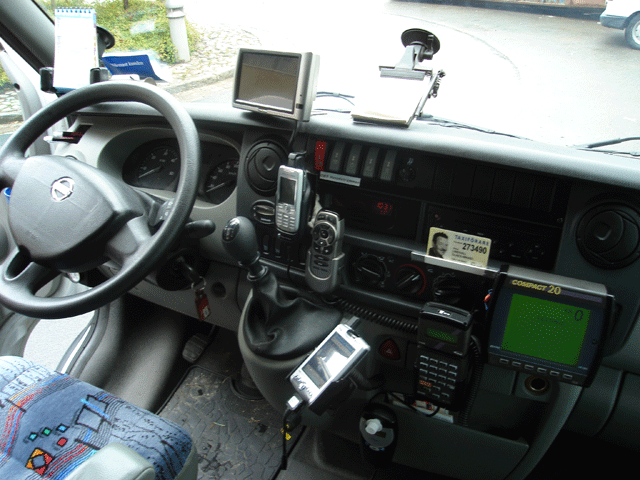
Armaturen

## Technische Daten
|                           | 1.9 dCi 80               | 2.2 dCi 90               | 2.5 dCi 100              | 2.5 dCi 100              | 2.5 dCi 115              | 2.5 dCi 120                           | 2.5 dCi 150                           | 3.0 dCi 140              |
| Baujahre                  | 2002–2005                | 2002–2005                | 2002–2005                | 2005–2010                | 2002–2005                | 2005–2010                             | 2005–2010                             | 2003–2005                |
| Motorkenndaten            |                          |                          |                          |                          |                          |                                       |                                       |                          |
| Motortyp                  | R4-Dieselmotor           | R4-Dieselmotor           | R4-Dieselmotor           | R4-Dieselmotor           | R4-Dieselmotor           | R4-Dieselmotor                        | R4-Dieselmotor                        | R4-Dieselmotor           |
| Anzahl Ventile            | 8                        | 16                       | 16                       | 16                       | 16                       | 16                                    | 16                                    | 16                       |
| Gemischaufbereitung       | Common-Rail-Einspritzung | Common-Rail-Einspritzung | Common-Rail-Einspritzung | Common-Rail-Einspritzung | Common-Rail-Einspritzung | Common-Rail-Einspritzung              | Common-Rail-Einspritzung              | Common-Rail-Einspritzung |
| Hubraum                   | 1870 cm³                 | 2188 cm³                 | 2463 cm³                 | 2463 cm³                 | 2463 cm³                 | 2463 cm³                              | 2463 cm³                              | 2953 cm³                 |
| max. Leistung bei min−1   | 60 kW (82 PS) 3500       | 66 kW (90 PS) 3650       | 73 kW (99 PS) 3500       | 74 kW (101 PS) 3500      | 84 kW (114 PS) 3500      | 88 kW (120 PS) 3500                   | 107 kW (145 PS) 3500                  | 100 kW (136 PS) 3600     |
| max. Drehmoment bei min−1 | 200 Nm 2000              | 260 Nm 1500              | 260 Nm 1500              | 260 Nm 1500              | 290 Nm 1600              | 300 Nm 1500                           | 320 Nm 1500                           | 320 Nm 1800              |
| Kraftübertragung          |                          |                          |                          |                          |                          |                                       |                                       |                          |
| Antrieb                   | Vorderradantrieb         | Vorderradantrieb         | Vorderradantrieb         | Vorderradantrieb         | Vorderradantrieb         | Vorderradantrieb                      | Vorderradantrieb                      | Vorderradantrieb         |
| Getriebe, serienmäßig     | 5-Gang-Schaltgetriebe    | 5-Gang-Schaltgetriebe    | 5-Gang-Schaltgetriebe    | 6-Gang-Schaltgetriebe    | 6-Gang-Schaltgetriebe    | 6-Gang-Schaltgetriebe                 | 6-Gang-Schaltgetriebe                 | 6-Gang-Schaltgetriebe    |
| Getriebe, optional        | –                        | –                        | –                        | –                        | –                        | 6-Gang automatisiertes Schaltgetriebe | 6-Gang automatisiertes Schaltgetriebe | –                        |
| Messwerte                 |                          |                          |                          |                          |                          |                                       |                                       |                          |
| Höchstgeschwindigkeit     | 131 km/h                 | 130–137 km/h             | 135–140 km/h             | 138–140 km/h             | 143–145 km/h             | 140–147 km/h                          | 153–159 km/h                          | 153 km/h                 |